# نادي إتروتارفيلاخ فوغلافيوردر
نادي إتروتارفيلاخ فوغلافيوردر لكرة القدم (Ítróttarfelag Fuglafjarðar) هو نادي كرة قدم من جزر فارو، تأسس سنة 1946.

## وصلات خارجية
- الموقع الرسمي